# ساحة عبد الرحمان ميرة
ساحة عبد الرحمان ميرة أو ساحة ميرة تقع في باب الوادي بالعاصمة الجزائرية. وهي أكبر ساحات الواجهة البحرية الباب الوادية في ولاية الجزائر.

## التسمية

عبد الرحمان ميرة

تم إطلاق تسمية عبد الرحمان ميرة (1922-1959) على أكبر ساحات الواجهة البحرية لباب الوادي بعد الاستقلال الوطني الجزائري في سنة 1962م.
وقد كان عبد الرحمان ميرة قد شغل منصب قائد الولاية التاريخية الثالثة إبان الثورة الجزائرية.
فبعد ولادة عبد الرحمان ميرة في سنة 1922م بقرية تاغلاط بضواحي بني مليكش دائرة أقبو ولاية بجاية، في أسرة فقيرة كان أبوه محند أمزيان ميرة فلاحا صغيرا يشتغل لنفسه في قطعة أرض جبلية توفي بعدما ما خلف وراءه ثلاثة أولاد أصغرهم عبد الرحمان ميرة الذي لم يكمل عامه الأول. قام عمهم ميرة أكلي بكفالتهم، وفي هذا الجو تربى وترعرع ولم تسمح له الظروف بالدخول إلى المدرسة.
كان لاحتكاكه بالمناضلين أثره الواضح في بلورة نشاطه السياسي إذ انخرط في حركة انتصار الحريات الديمقراطية وأصبح مناضلا نشيطا وذلك 1947 وهي السنة التي تأسست فيها المنظمة الخاصة. اندلعت ثورة التحرير الجزائرية وانظم الشباب إلى صفوفها فقام عبد الرحمان بتشكيل فرقة من المجاهدين في قريته وكانت أول معركة شارك فيها هي معركة «سيدي علي بوناب» في نوفمبر 1954م حيث أسفرت هذه المعركة عن خسائر مادية في العتاد والأرواح في صفوف الأعداء وكنتيجة لهذا الانتصار اختير مع 5 أعضاء آخرين من بينهم العقيد عميروش آيت حمودة كمسؤولين بالمنطقة وفي سنة 1955 رقي إلى رتبة ملازم.
وعُرف القائد عبد الرحمان ميرة بتجنده وحنكته السياسية حيث استحق عن جدارة «ميدالية المقاومة» في مارس 1956م بعد أن نجح في لم شمل جنود المناطق الثالثة والرابعة والخامسة ليشرف بعد ذلك على ضمان أمن المشتركين في مؤتمر الصومام في 20 أوت 1956م إذ كان انعقاد المؤتمر في المنطقة التابعة لقيادته واستطاع أن يحافظ على السرية التامة للمكان والزمان. ولما انتهى المؤتمر تطوع عبد الرحمان ميرة للجهاد في الولاية السادسة، لإعادة تنظيم الولاية، وفي هذه الفترة رقي إلى رتبة نقيب وقاد الولاية الثالثة بعد استشهاد العقيد عميروش في مارس 1959م.
استشهد عبد الرحمان ميرة وسلاحه بيده يوم 6 نوفمبر 1959م على يد القوات الاستعمارية بالقرب من قرية آيت هيني لتتصدر وفاته عناوين الصحافة الاستعمارية التي صفقت على حد اعتقادها آنذاك لنهاية حرب الصومام. وتم عرض جثمانه بتغلاط ثم بتازمالت قبل نقله جوا إلى وجهة تظل مجهولة إلى غاية يومنا هذا.

## تاريخ

قرار إنشاء محطة سكة حديد باب الوادي.

محطة سكة حديد باب الوادي.

مسار محطة سكة حديد باب الوادي.

تم إنشاء ساحة عبد الرحمان ميرة أثناء الاحتلال الفرنسي لمدينة الجزائر في إطار توسيع القصبة نحو ضاحيتها الغربية.
وكانت هذه المساحة في أصلها عبارة عن محطة سكة حديد تربط بين محطة القصبة ومحطة بوزريعة.
فتم في سنة 1894م إطلاق مشروع ربط باب الوادي ببوزريعة عبر خط سكة حديد مع إنشاء تفرع سكة حديد نحو مرتفعات بولوغين.
وكان القطار ذو الجريدة المسننة مبرمجا لربط مدينة الجزائر بمدينة وهران عبر الساحل المتوسطي وفق مراحل متتالية.
وقد تم تقرير هذا المشروع في يوم 14 جانفي 1894م من طرف بلدية الجزائر لتنطلق أشغال تجريف ساحل باب الوادي لتمرير خطوط سكة الحديد وإنشاء ورشات ومحطة سكة حديد في هذا الموقع.
وقد دامت أشغال ربط باب الوادي ببوزريعة أكثر من عشر سنوات بمشاركة مالية من البلديات الثلاثة: الجزائر، باب الوادي وبولوغين التي التحقت بالمشروع في سنة 1896م.
وقد تضمن هذا الخط الحديدي في مرحلة أولى حوالي خمس محطات، اثنتان منهما في بولوغين.
وكان يهدف هذا المشروع إلى إقامة دائرة سكة حديدية تحيط بمدينة الجزائر تنطلق من وسط المدينة ثم تعود إليها عبر مرتفعات بوزريعة.
وتقرر أثناء ذلك تحويل المشروع من القطار إلى جمازة أو ترامواي.
إلا أن عراقيل عقارية، مالية وتقنية قد واجهت هذا المشروع وعرقلته لسنوات طوال، مما أدى إلى اتخاذ قرار إلغائه في سنة 1907م من طرف سلطات مدينة الجزائر.

## الساحة العمومية

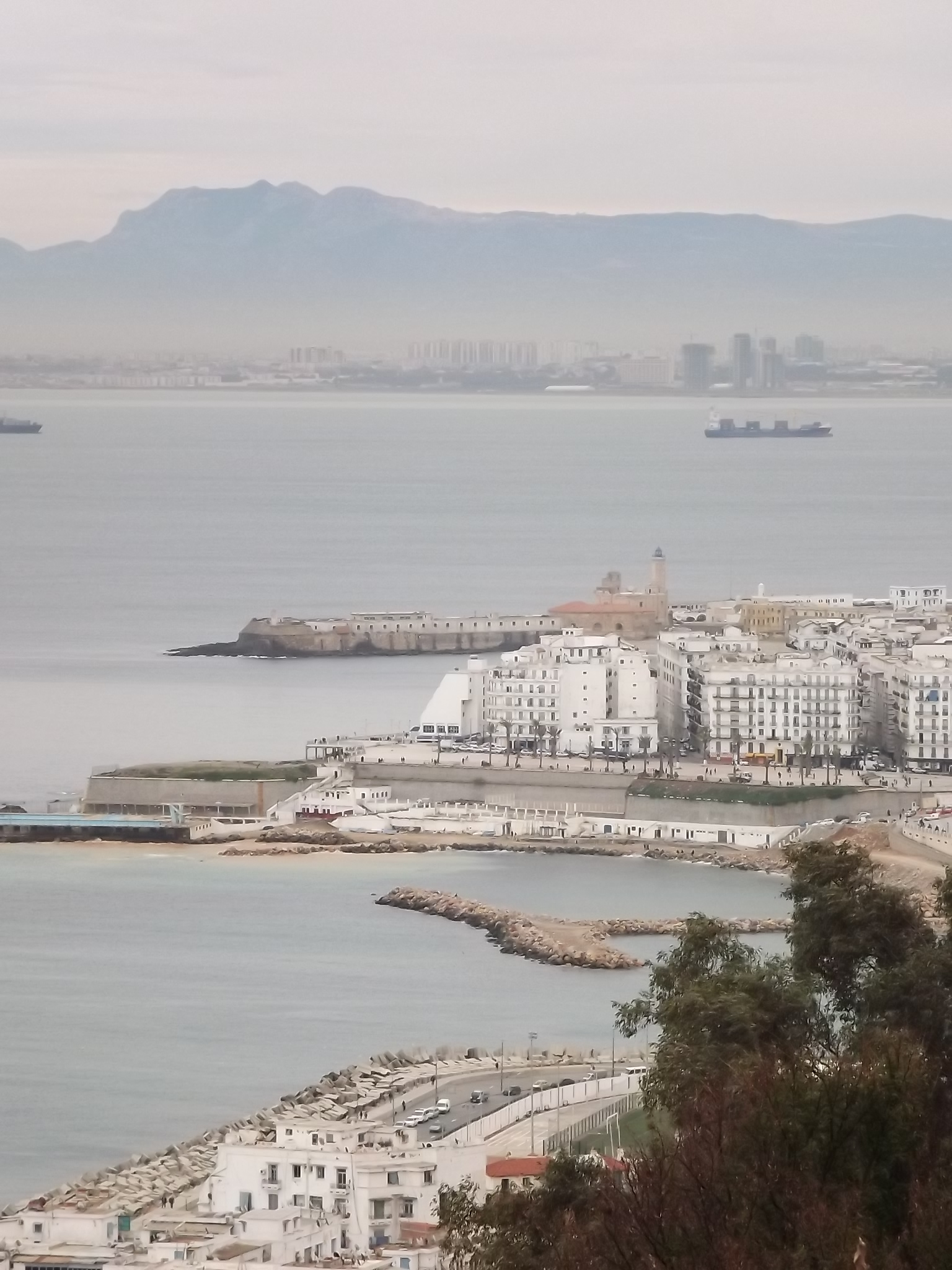
ساحة عبد الرحمان ميرة.

تم تحويل جزء من أرضية مشروع السكة الحديدية باب الوادي-بوزريعة إلى ساحة عمومية بعد سنة 1908م.
وتمت تهيئة شاطئ باب الوادي، أو الرميلة، بعد ذلك ابتداء من سنة 1911م في إطار التوسع السياحي للعاصمة الجزائرية نحو الغرب.
ثم تم إنشاء مسبح بلدي بجوار هذه الساحة العمومية لتطوير هذا الخليج العاصمي الصغير في باب الوادي.
وكان هذا مسبح بلدي يحتوي على أحواض تجرى فيها منافسات رياضية عديدة.
تلى ذلك إنشاء قبو يحوي ملهى تحت سطح هذه الساحة تم تحويله إلى دكاكين بعد ذلك ثم إلى موقف سيارات حاليا.

## وصف الساحة

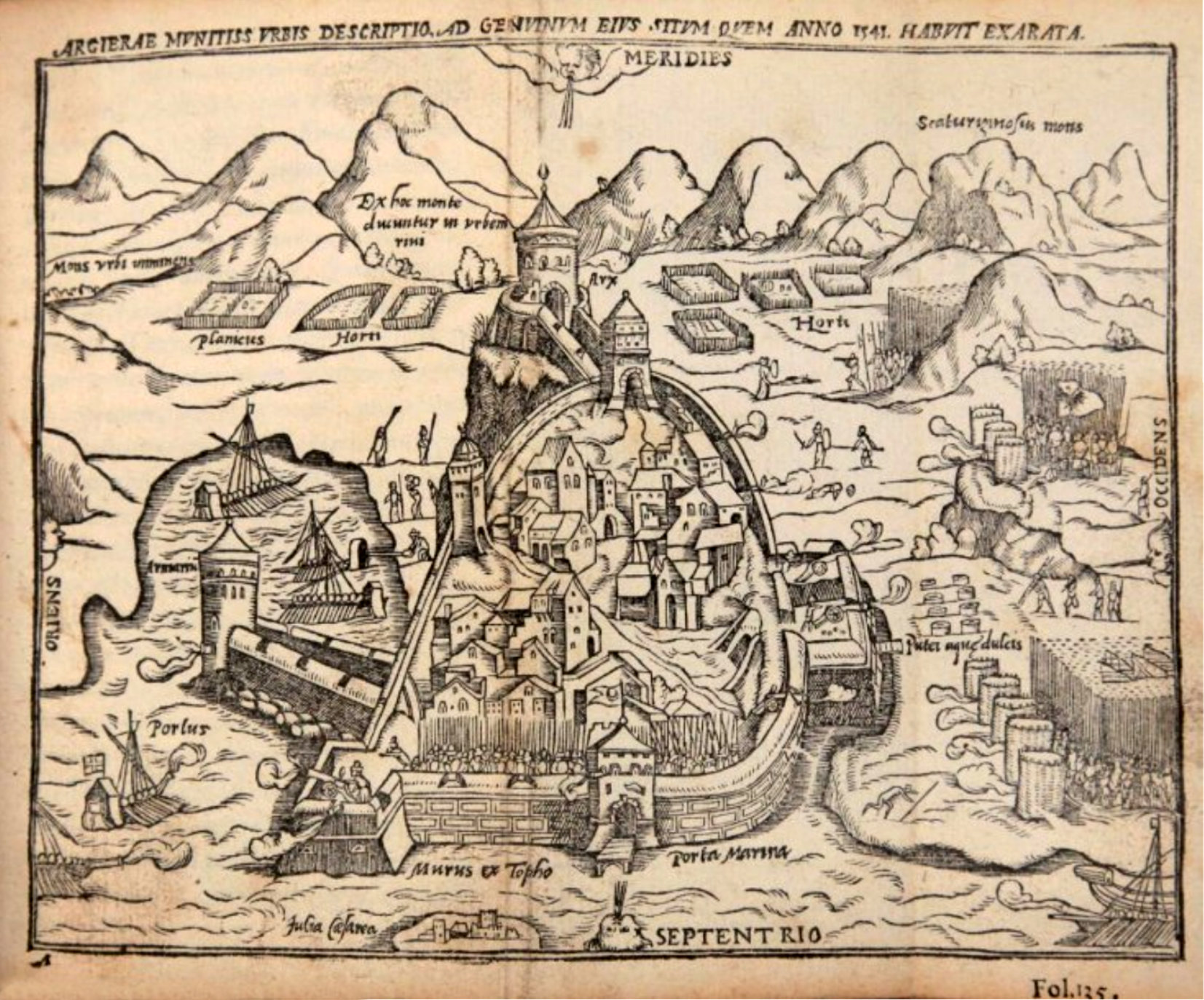
الموقع التاريخي لساحة عبد الرحمان ميرة.

تمتد ساحة عبد الرحمان ميرة على طوبل حوالي 700 متر من فندق الكتاني إلى غاية ملعب فرحاني.
ويتراوح عرض هذه الساحة ما بين 30 مترا و60 مترا على امتداد مسارها بمحاذاة الطريق الوطني رقم 11.
وتنقسم هذه الساحة إلى ستة أجزاء من فندق الكتاني إلى غاية ملعب فرحاني، وهي:
- المساحة الأولى: بجوار فندق الكتاني تطل على رأس الكتاني والمسبح البلدي، وهي مغروسة بأشجار نخيل تتخلل مساحتها.
- المساحة الثانية: بجوار شارع مريم عبد العزيز تعتبر بمثابة ملعب كرة يد لخلوها من الأشجار.
- المساحة الثالثة: بجوار حديقة طالب عبد الرحمان تقع فوق قبو أرضي يضم موقف سيارات.
- المساحة الرابعة: بجوار مستوصف الكتاني تقع بجانب محطة معالجة الصرف الصحي.
- المساحة الخامسة: بجوار مجرى وادي المقصل تسمح بتفادي فيضان المياه من خلال مستواها المنخفض والمرتبط بالبحر.
- المساحة السادسة: بجوار ملعب فرحاني تسمح بإقامة المعارض الثقافية والتوعوية والتجارية.

## المساحات الخضراء
تحتوي ساحة عبد الرحمان ميرة على ستة مساحات خضراء تتخلل مساحاتها الجزئية على طول الرصيف المجاور لـنهج عبد الرحمان ميرة.
ويقوم عمال بلدية باب الواد مع عمال شركتي نات كوم وأسروت بتنظيف هذه المساحات الخضراء، مع التقليم الدوري للأشجار والنخيل.
وتتم زراعة أزهار ذوات ألوان بهيجة وفق أشكال هندسية جميلة مع سقيها كل صباح، خاصة في فصل الصيف.
وكل هذه المساحات الخضراء يغطي أرضيتها عشب اصطناعي تتم صيانته دوريا.

## الشوارع

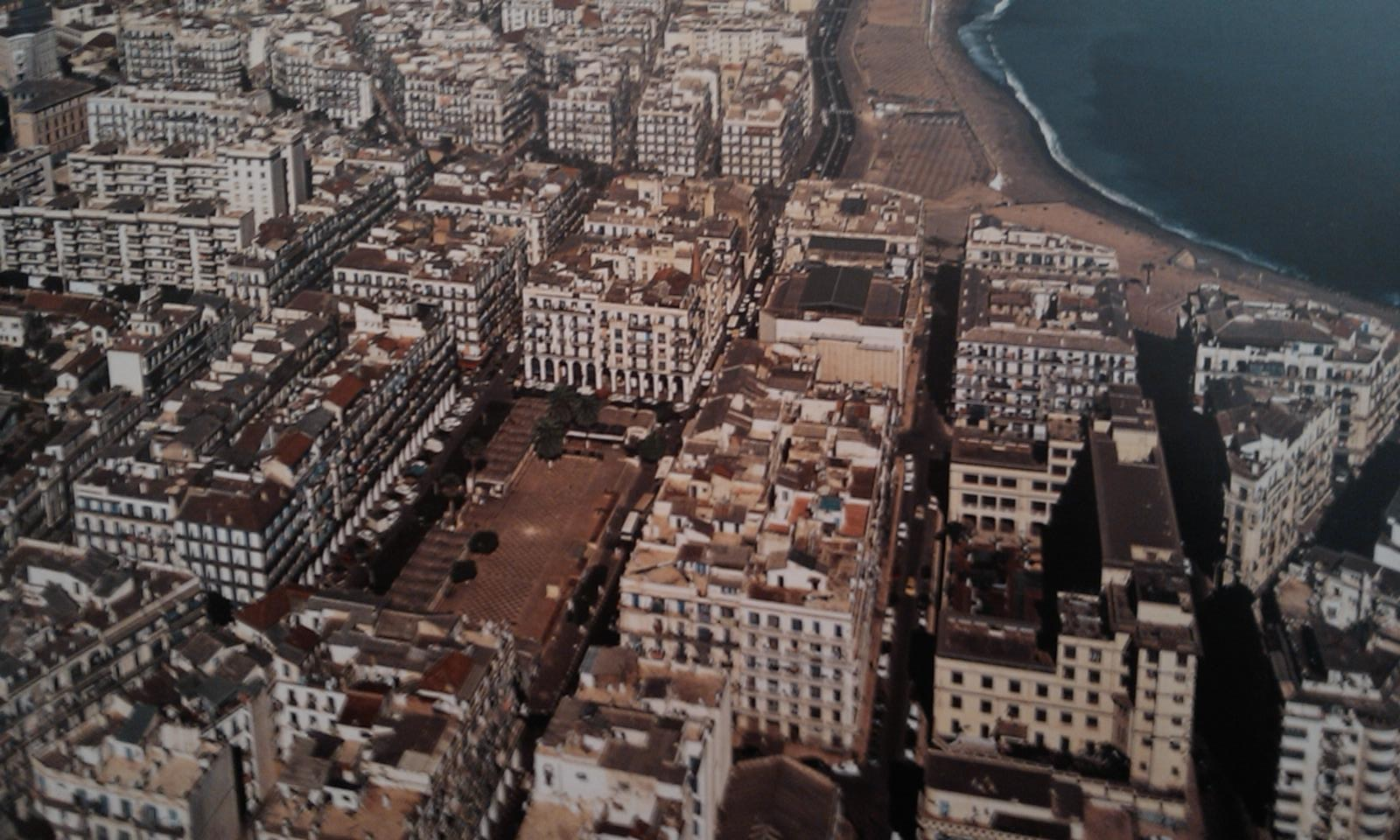
موقع ساحة عبد الرحمان ميرة.

تعتبر ساحة عبد الرحمان ميرة من أهم الساحات العمومية في مدينة الجزائر بعد ساحة الشهداء وساحة بور سعيد.
ويمكن الوصول إلى هذه الساحة بواسطة عدة شوارع هي:
- غربا: نهج عبد الرحمان ميرة.
- شمال غربي: الطريق الوطني رقم 11.
- جنوب شرقي: شارع مريم عبد العزيز.
- جنوبا: نهج العقيد لطفي.
- غربا: نهج الأمير خالد.

## الفنادق

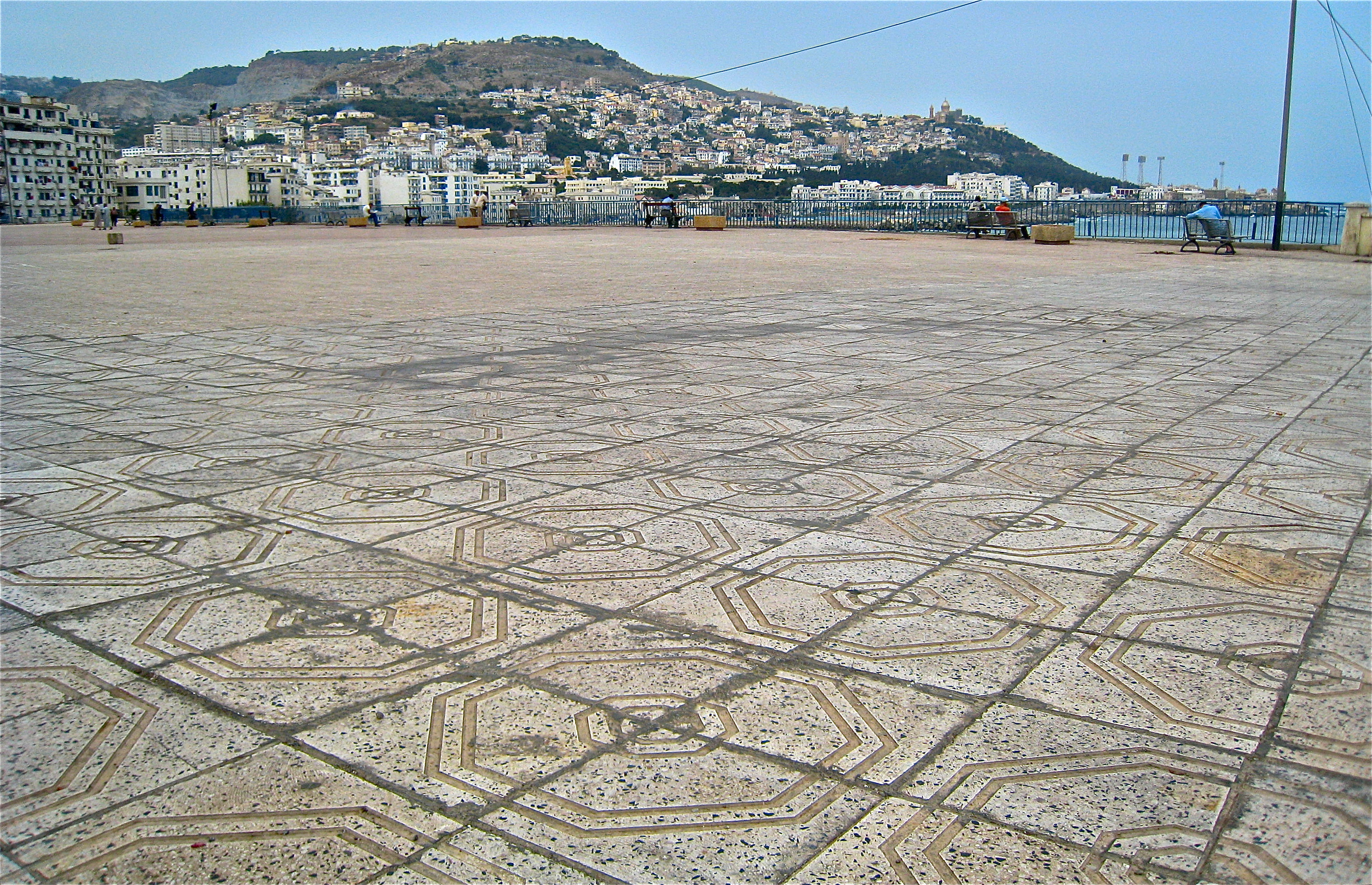
أرضية ساحة عبد الرحمان ميرة.

تحيط بـساحة عبد الرحمان ميرة العديد من الفنادق التي تستقبل المسافرين الذين يتوافدون على باب الوادي.
ومن بين هذه الفنادق نذكر:
- فندق نيلسون Hotel Nelson.
- فندق الكتاني Hotel Kettani.

## النقل

### النقل البري للمسافرين

إيتوزا

تقوم حافلات مؤسسة النقل الحضري وشبه الحضري لمدينة الجزائر (إيتوزا) بربط ساحة ميرة بالضواحي الغربية الجنوبية والشرقية من ولاية الجزائر وفق رزنامة يومية مضبوطة زمانيا ومكانيا.
|  |   |  | الانطلاق  | الوجهة                | الربط |
|  | - |  | --------- | --------------------- | ----- |
|  | ● |  | ساحة ميرة | عين البنيان           |       |
|  | ● |  | ساحة ميرة | الجزائر الوسطى        |       |
|  | ● |  | ساحة ميرة | بئر توتة              |       |
|  | ● |  | ساحة ميرة | الرويبة               |       |
|  | ● |  | ساحة ميرة | بوزريعة               |       |
|  | ● |  | ساحة ميرة | القبة                 |       |
|  | ● |  | ساحة ميرة | المحطة البرية للخروبة |       |

### المترو

مترو الجزائر

وضعت مؤسسة مترو الجزائر برنامج تمديد لخطها الغربي قيد الإنشاء من تافورة عند البريد المركزي إلى غاية ساحة ميرة قرب حديقة براق.
يبلغ طول التمديد من محطة تافورة - البريد المركزي إلى غاية ساحة ميرة في الشمال الغربي للجزائر العاصمة طوله 1,69 كم، ويتكون من محطتين: محطة علي بومنجل في بلدية الجزائر الوسطى، محطة علي بومنجل في بلدية القصبة. فيما سيتم تشغيله سنة 2017م.يتولى إنجاز توسيع المترو من محطة البريد المركزي نحو ساحة الأمير عبد القادر المجمع الجزائري كوسيدار، في حين يتولى إنجاز الشطر الرابط بين ساحة الأمير عبد القادر وباب الوادي للمجمع الدولي المشكل من الجزائرية جوسي تي بي والشركتان البرتغاليتان زاغوب التابعة للمجمع البرازيلي أندرادي غوتيرز وتيكسيرا دوراتي.
|  |   |  | الانطلاق  | الوجهة              | شبكات ذات صلة |
|  | - |  | --------- | ------------------- | ------------- |
|  | ● |  | محطة براق | محطة ساحة الشهداء   |               |
|  | ● |  | محطة براق | محطة علي بومنجل     |               |
|  | ● |  | محطة براق | محطة الجزائر الوسطى |               |

## معرض الصور

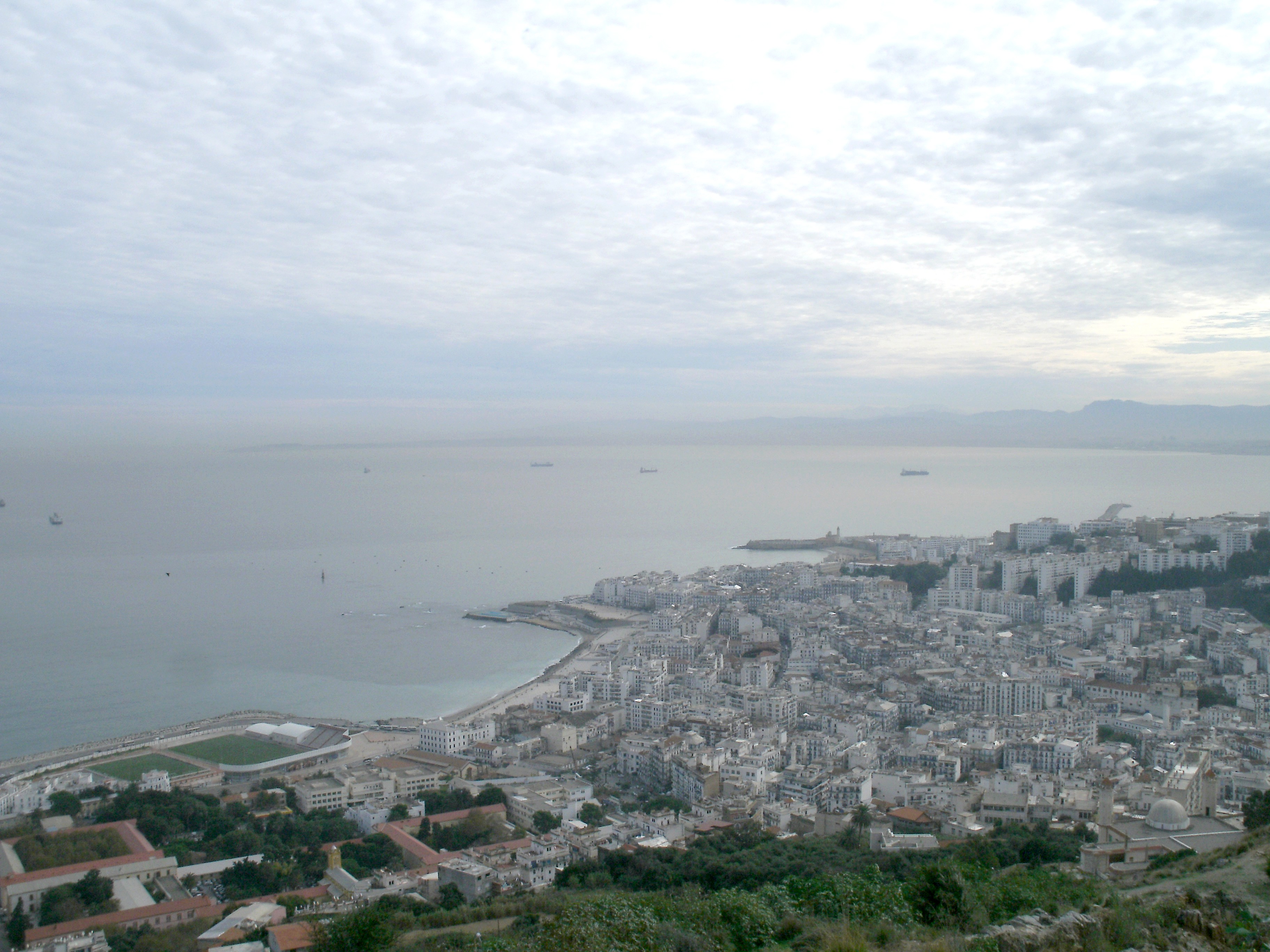
ساحة عبد الرحمان ميرة
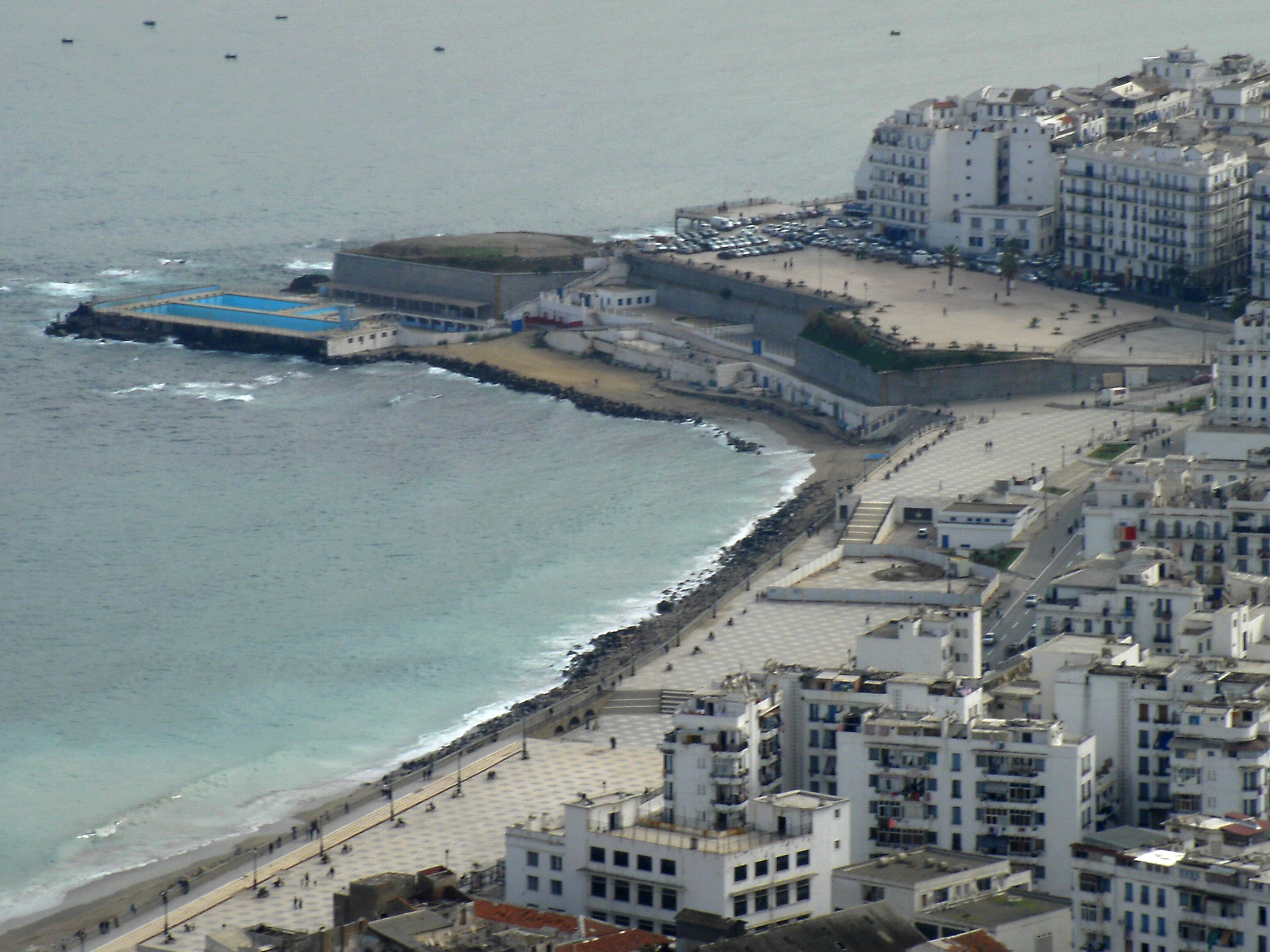
ساحة عبد الرحمان ميرة
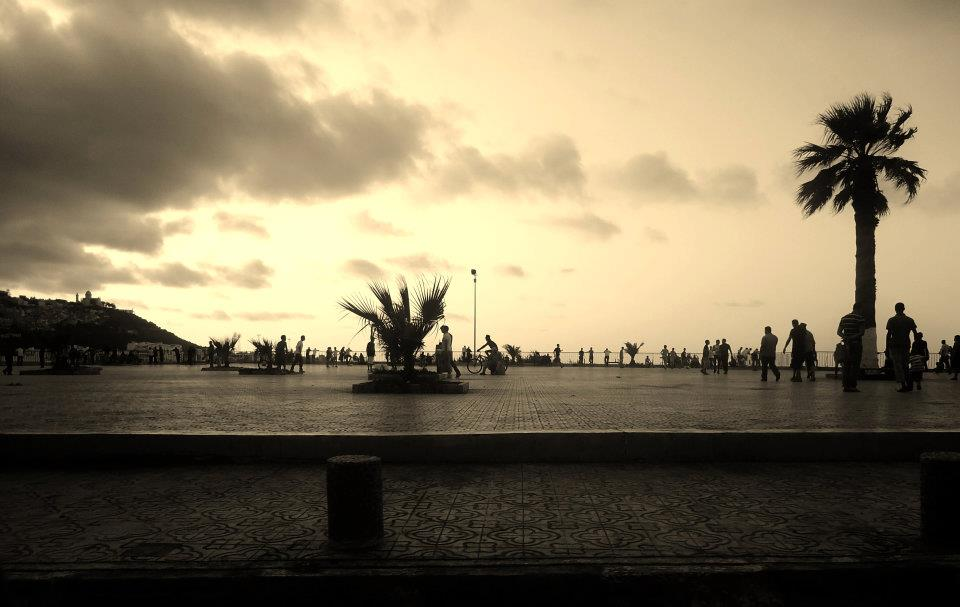
ساحة عبد الرحمان ميرة
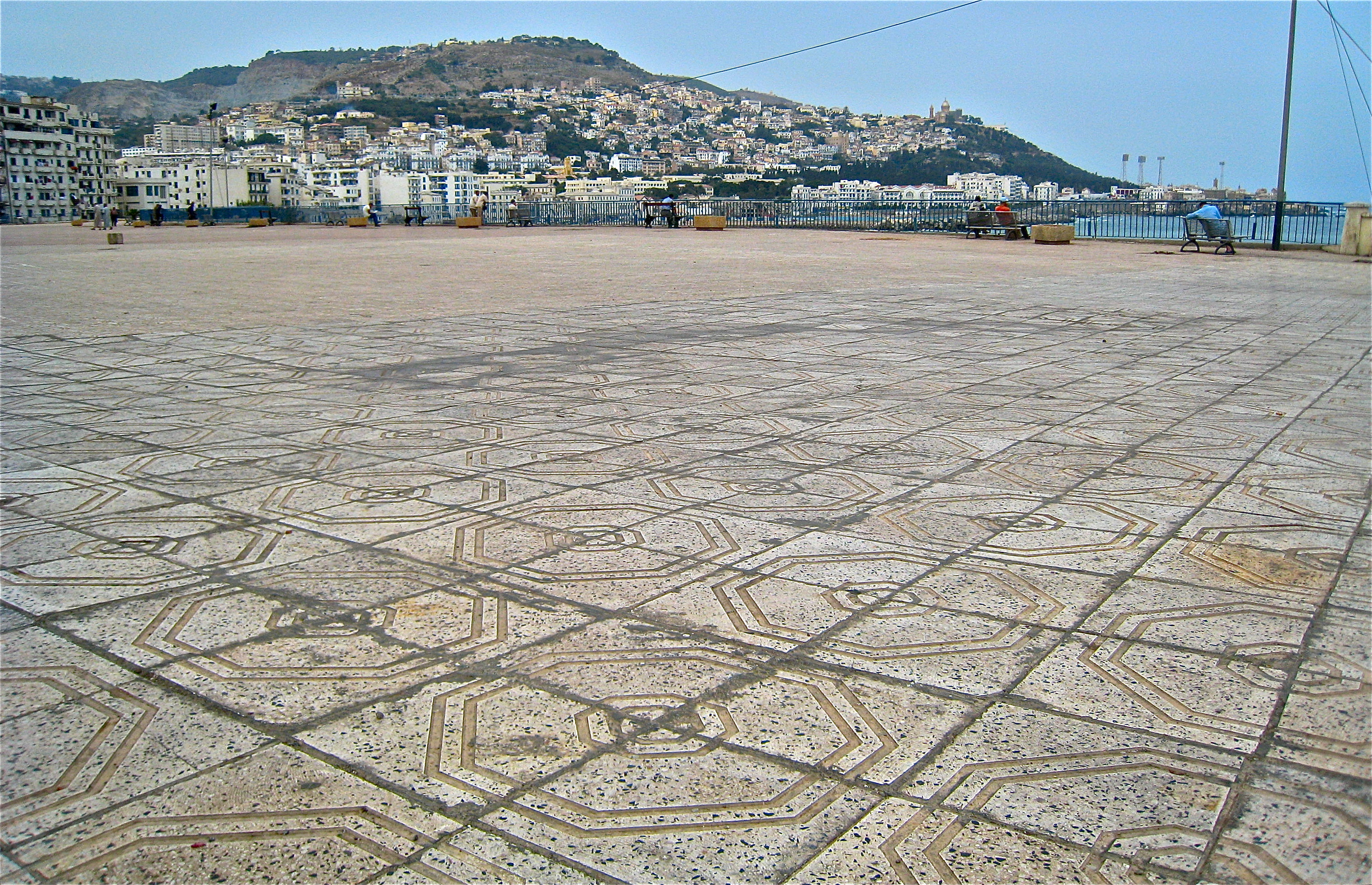
أرضية ساحة عبد الرحمان ميرة
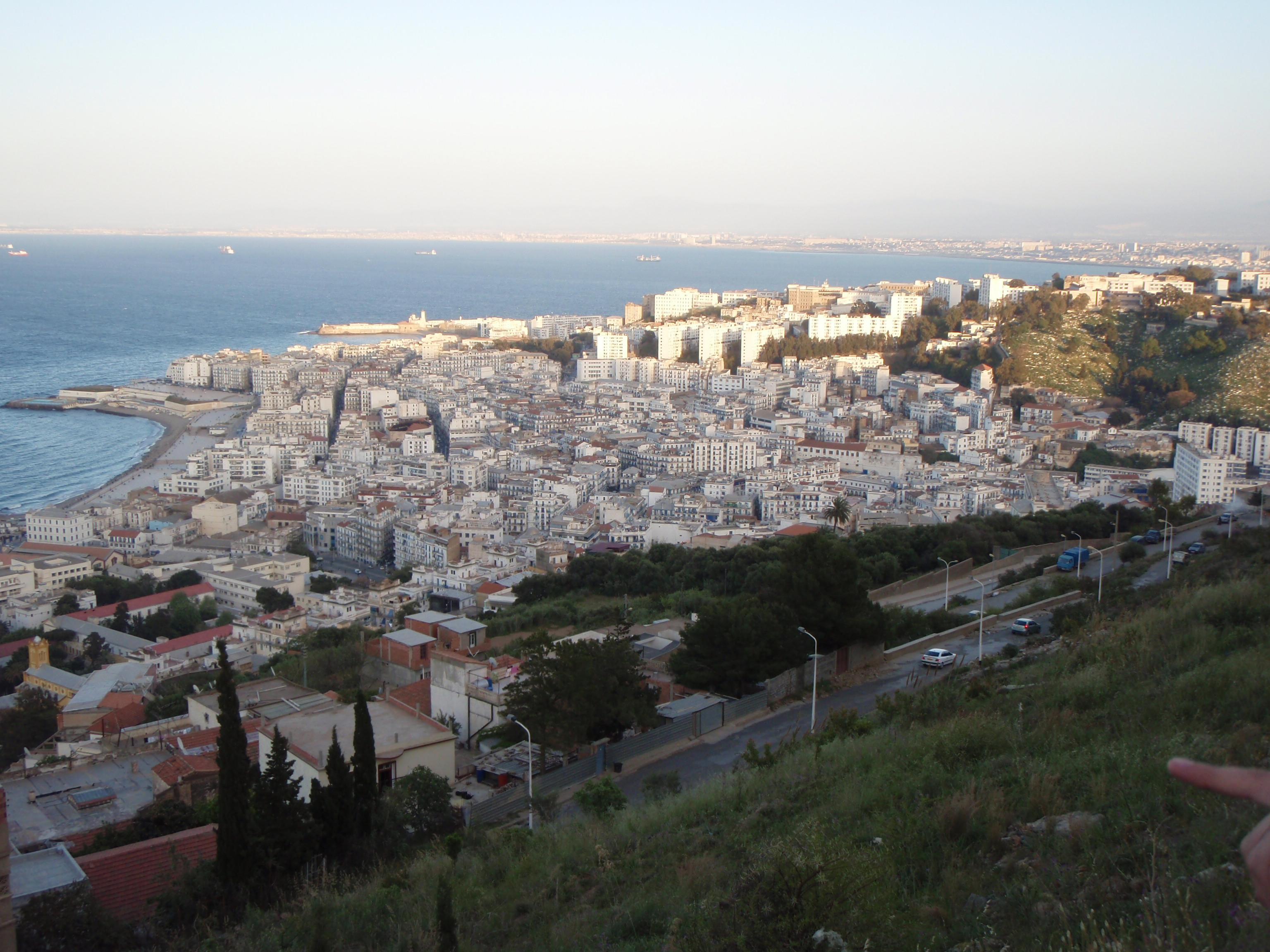
ساحة ميرة
قرار إنشاء محطة سكة حديد باب الوادي
محطة سكة حديد باب الوادي
مسار محطة سكة حديد باب الوادي
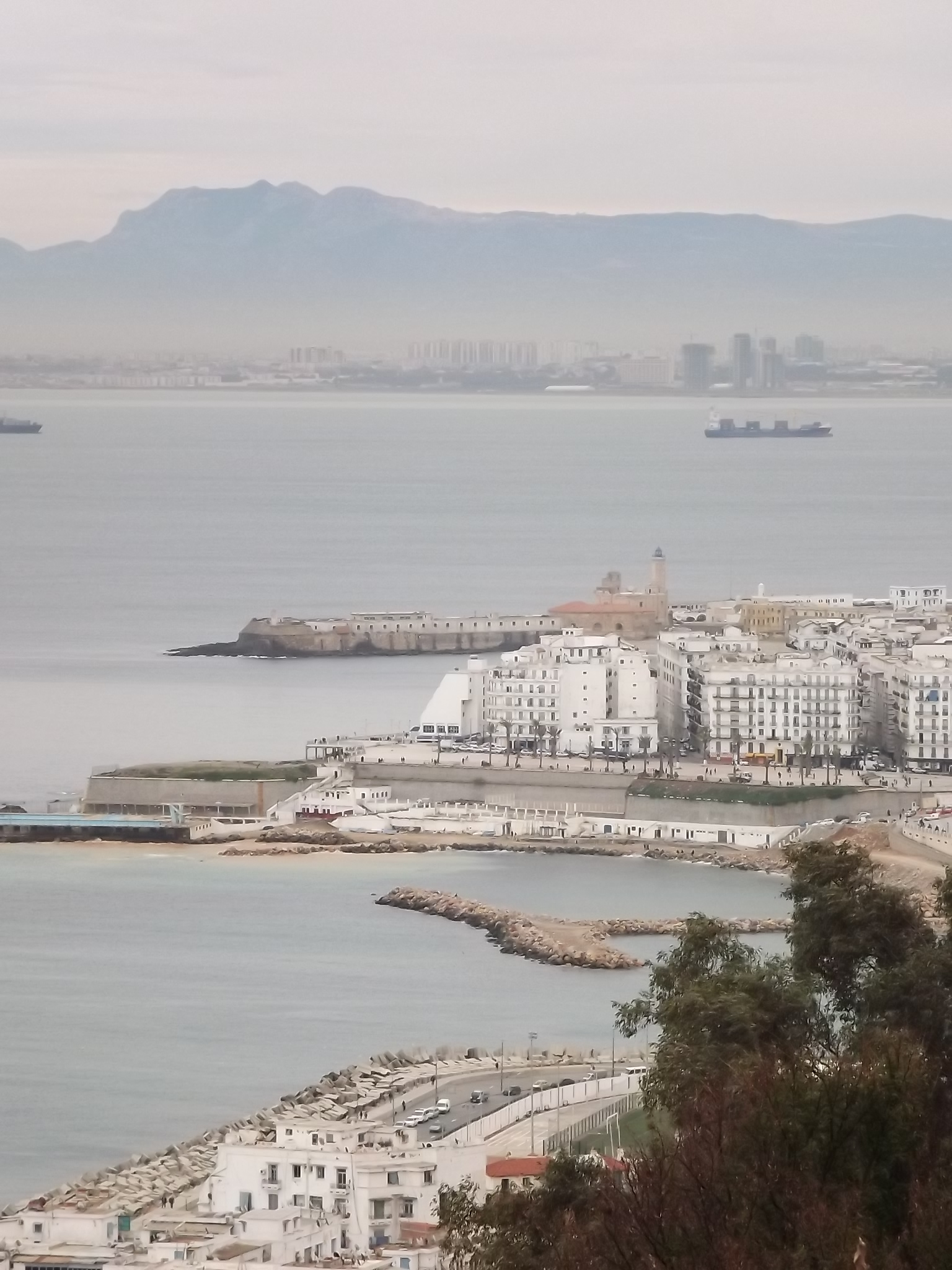
ساحة عبد الرحمان ميرة
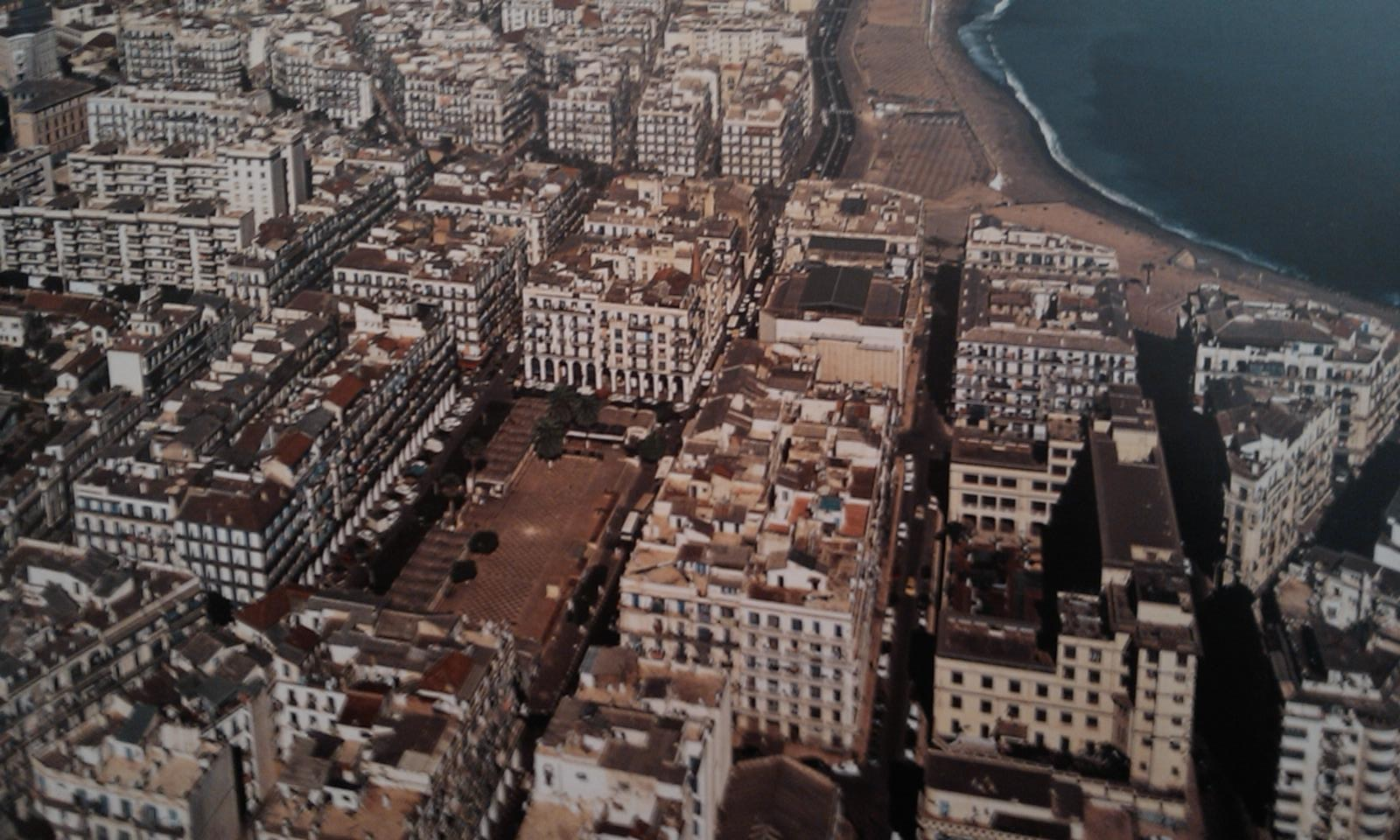
موقع ساحة عبد الرحمان ميرة
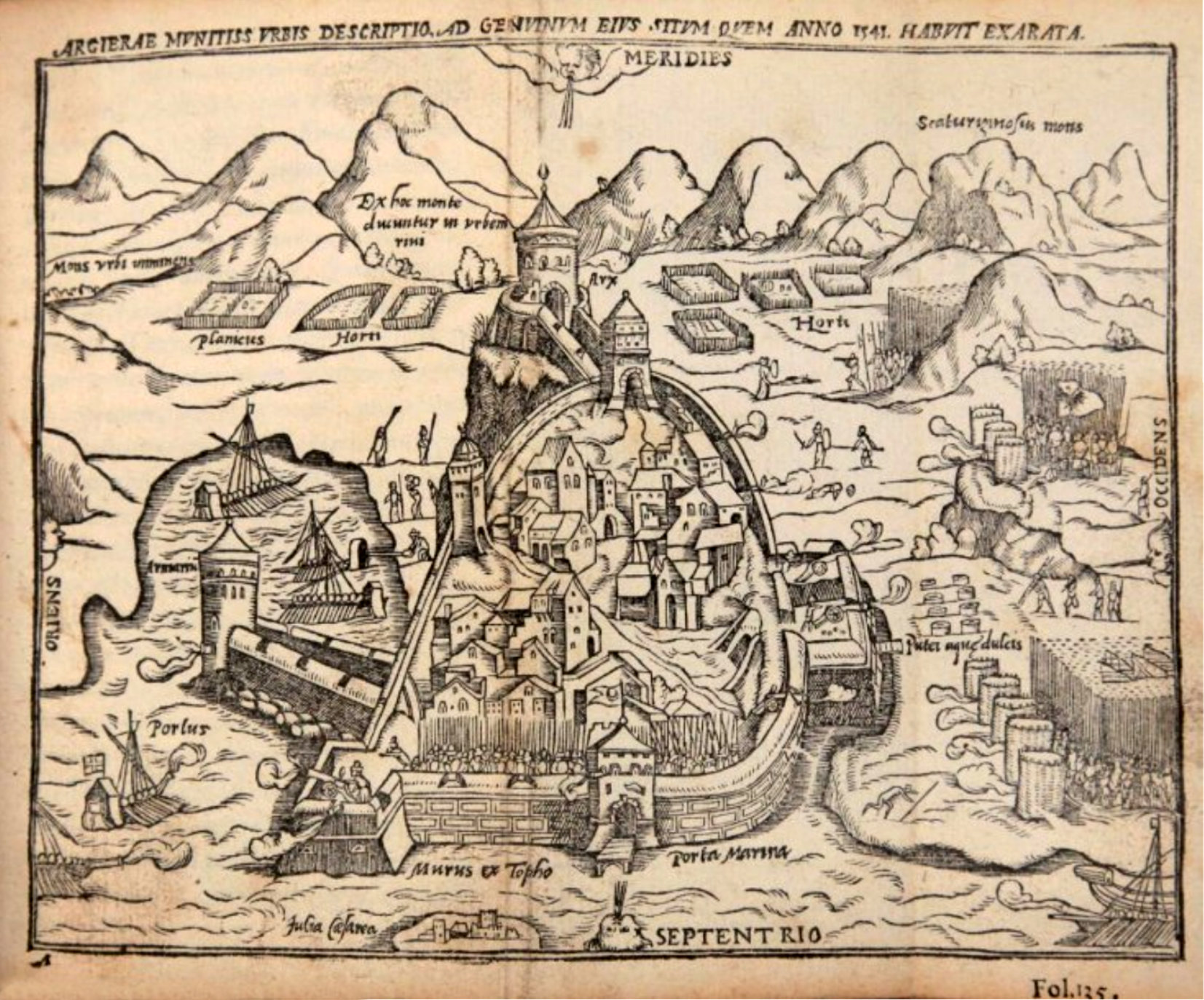
الموقع التاريخي لساحة عبد الرحمان ميرة

## وصلات أخرى

### وصلات داخلية
- عبد الرحمان ميرة
- مؤسسة النقل الحضري وشبه الحضري لمدينة الجزائر (إيتوزا)
- محطات السكك الحديدية في الجزائر
- الشركة الوطنية للنقل بالسكك الحديدية
- قائمة موانئ الجزائر
- النقل البحري الجزائري
- مترو الجزائر
- الاحتلال الفرنسي للجزائر

### وصلات خارجية
- الموقع الرسمي لمؤسسة النقل الحضري وشبه الحضري لمدينة الجزائر (إيتوزا)
- الموقع الرسمي للشركة الوطنية للنقل بالسكك الحديدية
- الموقع الرسمي لميناء الجزائر نسخة محفوظة 30 يوليو 2013 على موقع واي باك مشين.
- الموقع الرسمي لمترو الجزائر